# Faro de Punta Cabalo
El faro de Punta Cabalo es un faro situado en la isla de Arosa, que se encuentra en Salnés, en la provincia de Pontevedra, Galicia, España. Está gestionado por la autoridad portuaria de Villagarcía de Arosa.

## Historia
Se trata de un faro construido en 1853. El soporte tiene una altura de 5 metros, mientras que la altura del plano focal es de 13 metros.